# Patrice Duvic
Patrice Duvic (Orsay, 1946. január 11. – Villeurbanne, 2007. február 25.) francia tudományos-fantasztikus író, kritikus, szerkesztő.

## Élete
Különösen Amerikában tett utazásairól ismert, ahol kedvenc regényíróival, köztük Philip K. Dick-kel készített interjúkat. E tevékenységét sokáig folytatta, számos angolszász és francia sci-fi szerzővel beszélgetett.  
Filmekkel is foglalkozott, ő készítette el az 1987-ben bemutatott, német-francia koprodukcióban készült Terminus című sci-fi forgatókönyvét, valamint ő alapította meg a Selenium nevű kis videogyártó céget. Számos fantasztikus és fantasy antológiát szerkesztett, gyakorlatilag ő ismertette meg a francia közönséggel Anne Rice, Tim Powers, William Gibson, Peter Robinson és Susanna Clarke munkásságát. Közreműködött a Les Moutons Electriques kiadó megalapításában is. 

## Magyarul megjelent művei
- Végállomás (regény, Móra Kiadó, Galaktika Baráti Kör, 1989, ISBN 9631166120)
- E.K.M. (elbeszélés, Galaktika 44., 1982)

## Fordítás
- Ez a szócikk részben vagy egészben  a   Patrice Duvic című francia Wikipédia-szócikk ezen változatának fordításán alapul.  Az eredeti cikk szerkesztőit annak laptörténete sorolja fel. Ez a jelzés csupán a megfogalmazás eredetét és a szerzői jogokat jelzi, nem szolgál a cikkben szereplő információk forrásmegjelöléseként.